# اگراگان
اگراگان (به انگلیسی: Agragon) یک منطقهٔ مسکونی در هند است که در کارناتاکا واقع شده‌است.